# Патагонская пустыня
Патагонская пустыня (пустыня Патагония, степь Патагонии, Приандийская Патагония) (исп. Patagonia extraandina) — песчано-каменистая пустыня на территории Южной Америки. На севере граничит с пустыней Монте. Граница между пустынями Патагонская и Монте условна, скорее, это единый регион, растительный покров в котором плавно переходит из ксерофильного состояния в более гумидное.

## Физико-географическая характеристика
Патагонская пустыня тянется узкой полосой длиной 1600 км вдоль Атлантического океана от 39° до 53° южной широты, занимая Патагонское плато на высоте 600—800 м. Располагается у подножий и в нижней части восточного склона Анд в Аргентине. Площадь 400 000 км². В этой части Южной Америки господствует западный перенос воздуха. Плато Патагонии поэтому оказываются в дождевой тени Анд и тем самым в зоне полупустынь, характерной для внутриматериковых территорий. Пустыня Патагонии — единственная пустыня умеренного пояса, выходящая на востоке материков к берегу океана. Реки, берущие начало в Андах, пересекают пустыню транзитно. Энергично протекает физическое выветривание и дефляция. Вся полупустыня находится на высотах от 0 до 2000 м над уровнем моря.

### Рельеф
Для Патагонии характерны своеобразные формы рельефа — месас — ступенчатые плато с крутыми склонами, расчленённые глубокими каньонами. Ступенчатые плато Патагонской платформы лежат к востоку от Анд и к югу от краевых платформенных поднятий Прекордильер и Пампинских Сьерр, простираясь до побережья Атлантического океана на востоке. Ступени спускаются с запада на восток к океану с высоты 2000 м до 100—150 м. Морской берег здесь крут и обрывист, с единственной удобной гаванью Пуэрто-Мадрин. У западной границы этой области многие плато также образуют уступы, обращённые в сторону предгорной депрессии. Эта депрессия представляет собой цепочку впадин с днищами на высоте 300—600 м над уровнем моря, разделённых отрогами Анд. Сами плато образованы в основном горизонтально залегающими пластами осадочных пород, местами с прослоями тёмноокрашенных лав. Вершинная поверхность плато высотой 1200—1500 м прорезана глубокими каньонами в направлении с запада на восток. Большинство этих каньонов остаются в течение всего года сухими, и лишь в немногих существуют постоянные водотоки; среди последних наиболее значителен каньон Рио-Колорадо.

### Почвы
Для плато характерны маломощные скелетные серозёмы и бурые пустынные щебнистые почвы. Почвы обычно каменистые и песчаные, бедные мелкозёмом и органикой. Вокруг солончаков и в западях почвы — солонцеватые серозёмы. В продольной межандийской ложбине на озёрно-аллювиальных отложениях в условиях умеренно континентального климата (годовая сумма осадков 500—600 мм) под злаковыми степями формируются аллювиальные и каштановые почвы.

### Климат
Климат умеренный морской, относительно мягкий (средние годовые температуры от +5 зимой до +13,4 °C летом, средние минимальные — от +1,7 до +8 °C, абсолютные минимальные от −5,4 до −24,5 °C), характеризуется сухостью (годовое количество осадков ниже 200 мм). Основная особенность — постоянные сухие ветры с запада. Минимальные среднесуточные температуры самых холодных месяцев −1°…-3 °C, зимой выпадает снег, а заморозки бывают во все месяцы года. Средняя температура зимы +3 °C.
Холодное Фолклендское течение в Атлантическом океане усиливает аридность климата Патагонской пустыни. В районе Рио-Колорадо дневные летние температуры достигают +31° C , на северном побережье +26…+29° C , на северных равнинах +24…+28° C , а ночные +12…+15° C на побережье и +7…+10° C внутри материка. На юге летние дневные температуры вдоль побережья снижаются с +22° C до +16° C , а во внутренней части материка — с +24° C до +17° C , ночные — растут с +8° C до +11° C на побережье и с +6° C до +10° C в континентальной части.

## Флора и фауна
В относительно влажных районах имеется разрежённый злаковый покров, преобладает ковыль, овсянец, мятлик. На большинстве территорий растительный покров очень разрежён. Из растений также встречается азорелла, мулинум и другие.
Животный мир более разнообразен, тут встречаются: длинноволосый броненосец, мара, различные грызуны, туко-туко, дикая лама (единственное копытное Патагонии), аргентинская серая лисица, пума, патагонские ласки. Из птиц встречаются: кроличий сыч, нанду. На севере пустыни, в более теплой субтропической зоне обитают различные ящерицы (преобладают игуановые).